# Homoschema furthi
Homoschema furthi là một loài bọ cánh cứng trong họ Chrysomelidae. Loài này được Blanco & Duckett miêu tả khoa học năm 2001.